# Ovoviviparie

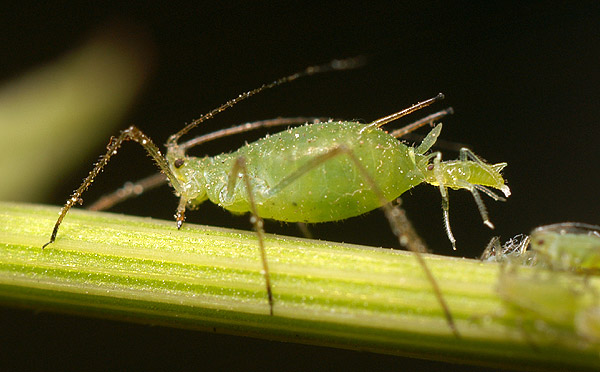
Een bladluis baart een jong.

Ovoviviparie (eierlevendbarendheid) is het verschijnsel waarbij dieren zich voortplanten door middel van eieren die in het lichaam van de moeder worden bevrucht en uitgebroed. Deze vorm van voortplanting vindt men onder meer bij diverse soorten haaien, reptielen, geleedpotigen, slakken, tweekleppigen en rondwormen.
Ovovivipare voortplanting verschilt vooral van echte levendbarendheid zoals die bij de meeste zoogdieren wordt aangetroffen, doordat het embryo niet via een placenta of dergelijke met het moederlichaam verbonden is om voedingsstoffen te verkrijgen en afvalstoffen af te scheiden. Alle voedsel is al vooraf aan het ei meegegeven; het moederlichaam dient slechts als een veilige omgeving voor het embryo. In sommige gevallen (vooral bij haaien en enkele slakkensoorten) treedt een vorm van kannibalisme op, adelfofagie, waarbij het sterkste jong zijn broertjes en zusjes als voedsel gebruikt.
Bekende aquariumvissen die 'eierlevendbarend' zijn, zijn levendbarende tandkarpers als de guppy, de black molly en de platy. Voor het binnenbrengen van het sperma in het vrouwtje hebben de mannetjesvissen een gonopodium. Deze vissen zijn hierdoor zeer gemakkelijk te kweken. Het "levende fossiel" coelacant is eveneens ovovivipaar. Ook bij sommige salamanders uit het geslacht Salamandra, waaronder de vuursalamander, komen de jongen volledig ontwikkeld uit de moeder.